# Hella Joof
Pour les articles homonymes, voir Joof.
Hella Joof (née le 1er novembre 1962 à Birkerød) est une actrice, humoriste et réalisatrice danoise. 
Elle a commencé sa carrière sur la chaîne nationale danoise Danmarks Radio dans les années 1990 dans des émissions pour enfant. Ensuite, elle s'intéresse à la comédie et au cinéma où on la retrouve dans de petits rôles.
Puis, en 2001, elle se lance dans la réalisation de son premier film, En kort en lang, qui obtint un grand succès auprès du public danois et dans les pays scandinaves voisins du Danemark. Depuis, elle réalise des comédies danoises et joue des pièces au théâtre, comme en 2004 Songe d'une nuit d'été de William Shakespeare.

## Filmographie
- 2001 En kort en lang
- 2004 Oh! Happy day
- 2006 Fibidus
- 2007 Album, feuilleton en 5 épisodes pour la télévision danoise (2007)
- 2009 : Se min kjole (ou en anglais Hush little baby)
- 2014 : All Inclusive (en)

## Théâtre
Peines d'amour perdues (Love's labour lost en version originale) de William Shakespeare : (2004) au Grøn Teater à Copenhague, à noter que la pièce a été jouée en danois sous le titre de Trold kan tæmmes.